# Lucas Alcaraz
Lucas Alcaraz González (* 21. Juni 1966 in Granada) ist ein spanischer Fußballtrainer. Momentan ist er Nachwuchsleiter beim FC Granada.

## Trainerkarriere

### Die Anfänge
Alcaraz erste nennenswerte Station als Vereinstrainer war das Engagement bei Granada CF, wo er drei Jahre lang zwischen 1995 und 1998 in der Segunda División B gearbeitet hat. In der Saison 1998/1999 war er Trainer beim Traditionsverein UD Almería, den Abstieg in die Tercera División konnte er dennoch nicht verhindern. Trotz dieses Misserfolgs erhielt Lucas Alcaraz in der Folgesaison das Vertrauen des Tercera División Aufsteigers Dos Hermanas CF, mit dem er die Klasse hielt.

### Recreativo Huelva
In den beiden Jahren von 2001 bis 2003 war Lucas Alcaraz bei Recreativo Huelva tätig. Auf Anhieb erreichte er mit seiner neuen Mannschaft den Aufstieg in Spaniens Eliteliga – nach über 20 Jahren Abstinenz und längerer Zeit im spanischen Amateurfußball. Doch das zweite Jahr bei „Recre“ verlief alles andere als glücklich für ihn – als Drittletzter musste man den Gang zurück in die Segunda División antreten.

### Racing & Xerez
Trotz des Abstiegs stieg seine Popularität in ganz Spanien und er konnte in der Primera División bleiben, da er im Sommer 2003 von Racing Santander verpflichtet wurde. In den Spielzeiten 2003/2004 und 2004/2005 erreichte er jeweils knapp den Klassenerhalt mit den Kantabriern. Trotz dieser erfolgreichen Jahre wurde Alcaraz im Februar 2005 entlassen. Lucas Alcaraz ging für die Saison 2005/2006 in die Segunda División zurück. Am Ende der Spielzeit scheiterte er ganz knapp mit Deportivo Xerez am Aufstieg und wurde durch José „Pepe“ Murcia ersetzt.

### Real Murcia
Seit 2006 trainierte Lucas Alcaraz Real Murcia. In seiner ersten Saison erreichte er mit seiner Mannschaft den dritten Platz in der Segunda División – mit beachtlichen 13 Punkten Vorsprung auf den Tabellenvierten – was zum Aufstieg reichte. Anschließend wurde er von der Lokalpresse zum besten Trainer der Region Murcia bestimmt. Nach der Hinrunde der Saison 2007/2008 befand sich Lucas Alcaraz mit seinem Team mitten im Abstiegskampf der ersten spanischen Liga und nach schwachem Start in die Rückrunde (nur ein Punkt aus sieben Spielen) wurde er durch seinen Landsmann Javier Clemente ersetzt.

### Ab 2008
Im Sommer 2008 übernahm Lucas Alcaraz die vakante Stelle des Trainers beim finanziell angeschlagenen Erstliga-Absteiger UD Levante, wo er jedoch nach wenigen Tagen wieder entlassen wurde, da der Verein aus Valencia von einer Investoren-Gruppe übernommen wurde und diese Luis García als neuen Trainer vorstellten. Am 7. Oktober 2008 unterschrieb er einen Vertrag beim Erstligisten Recreativo Huelva, wo er schon zuvor erfolgreich arbeitete. Bis zum Ende der Saison 2008/09 war Alcaraz in Huelva tätig, um dann zwei Jahre beim FC Córdoba, ein Jahr bei der UD Almería und nur zwei Monate bei Aris Thessaloniki zu arbeiten. Am 30. Januar 2013 unterschrieb Alcaraz einen Vertrag beim FC Granada. Er verließ den Verein zum Ende der Saison 2013/14 und trat im Oktober 2014 die Nachfolge von José Luis Mendilibar bei Levante UD an. Es folgten Trainerstationen im In- und Ausland, unter anderem war er für fünf Spiele Nationaltrainer Algeriens. Seit Sommer 2024 ist er Nachwuchsleiter beim FC Granada, wo er zuvor schon dreimal die erste Mannschaft betreut hatte.

## Erfolge
- 2001/02: Aufstieg in Primera División mit Recreativo Huelva
- 2006/07: Aufstieg in Primera División mit Real Murcia